# 마이클 루이스

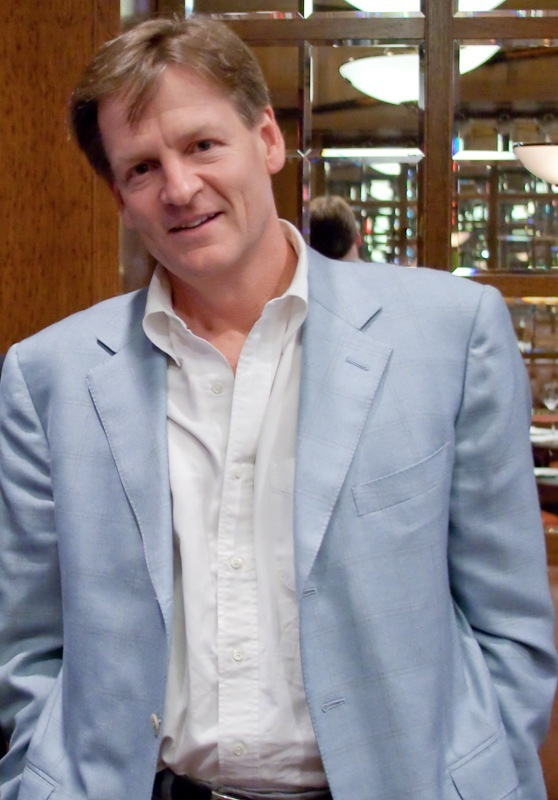
마이클 루이스

마이클 먼로 루이스(영어: Michael Monroe Lewis, 1960년 10월 15일 ~ )는 미국의 논픽션 작가 겸 금융 저널리스트이다. 프린스턴 대학교에서 미술사를 공부한 뒤 영국 런던경제대학에서 경제학 석사학위를 받았다. 현재 《뉴욕타임스매거진》의 칼럼니스트로 활동 중이다.

## 작품
- 뉴뉴씽: 세상을 변화시키는 힘
- 넥스트:마이너들의 반란
- 라이어스 포커
- 머니볼
- 빅숏
- 부메랑
- 플래시 보이스: 0.001초의 약탈자들, 그들은 어떻게 월스트리트를 조종하는가